# Giuseppe d'Ippolito
Giuseppe d'Ippolito (Nicastro, 31 luglio 1958) è un politico italiano.

## Biografia
Viene eletto deputato alle elezioni politiche del 2018 nelle file del Movimento 5 Stelle.
Il 21 giugno 2022 abbandona il Movimento per aderire a Insieme per il futuro, a seguito della scissione guidata dal ministro Luigi Di Maio.